# 聖母頌 (巴哈/古諾)
巴哈與古諾的《聖母頌》是一首流行的聖母頌。其最早於1853年以Méditation sur le Premier Prélude de Piano de S. Bach的名字出版。這首曲子中包含了法國浪漫主義作曲家夏爾·古諾創作的旋律，並結合了約翰·塞巴斯蒂安·巴哈的平均律鍵盤曲集中C大調平均律前奏曲 (BWV846)的旋律 (於137年前所創作)，添加拉丁語聖母頌的歌詞之後完成的一首聲樂曲。
這首《聖母頌》也是最著名的聖母頌之一。理查德·克萊德曼曾彈奏過此曲。